# Dolgozók Lapja (folyóirat, 1946–1985)
A Dolgozók Lapja 1946-1985 között Magyarországon kiadott napilap. A lapnak a rendszerváltás vetett véget és 24 Óra címmel folytatta tovább működését.

## A lap jellege
1946-1951 között hetente jelent meg, majd 1952 januárjától hetente kétszer, végül 1965. május 1-jétől naponta.
Az orgánum többnyire Komárom megyével kapcsolatos híreket közölte, bár az országos hírek is helyet kaptak a lapban. A főoldalon közölték a legfontosabb megyei illetve politikai híreket.
Feketén-fehéren jelent meg, még a képek is. Először kettő majd három hasábossá vált az orgánum.
Állandó rovatai
- Hirdetések
- Szépirodalmi írások (Versek, prózák, regényrészletek, értekezések.)
- Televíziós műsor
- Sport
- Külföldi/Belföldi Hírek
- Gyászjelentések
- Időjárás

## Címek
- 1946. szeptember 28-tól: Komárom-Esztergom Vármegyei Dolgozók Lapja (Demokratikus Hetilap - alcím).
- 1948. november 7-től: Komárom-Esztergom Megyei Dolgozók Lapja (Magyar Dolgozók Pártja Komárom-Esztergom Megyei Bizottságának Hetilapja-alcím)
- 1950. január 29-től: Komárom megyei Dolgozók Lapja (November 25-től az alcím: Komárom megyei Pártbizottság hetilapja).
- 1955. január 22-től: Komárom megyei Dolgozók lapja (Az MDP Komárom megyei Végrehajtó Bizottságának lapja).
- 1956. november 13-tól: Komárom Megyei Hírlap (Január 6-tól az alcím: A Megyei Pártbizottság és a Megyei Tanács Lapja; November 27-től az alcím: az MSZMP és a Megyei Tanács Lapja).
- 1957. május 1-jétől: Komárom Megyei Dolgozók Lapja (Az MSZMP Megyei Bizottsága és a Megyei tanács Lapja).
- 1965. május 1-jétől: Dolgozók lapja (Az MSZMP Komárom Megyei Bizottsága és a Megyei tanács lapja).

## Az orgánum szerkesztői
- 1946. szeptember 28-tól: Grigalek László.
- 1947. június 15-től: Gerencsér József.
- 1947. június 22-től: Gerencsér Ferenc.
- 1948. október 10-től: Csaba Imre.
- 1951. szeptember 9-től: nincs felelős szerkesztő, csak Szerkesztőbizottság (Ez hozta meg a döntést, hogy a lap hetente 2-szer jelenjen meg).
- 1959. június 3-tól: Kappel Emil.
- 1981. február 1-jétől: Gombkötő Gábor.